# The Manfreds
The Manfreds — британская группа, образовавшийся в 1991 году как воссоединение бывших участников группы Manfred Mann, существовавшей в 1960-х годах, хотя и без основателя Манфреда Манна. Позже к группе добавились новые участники. 

## История группы
Изначально бывшие участники группы Manfred Mann (Майкл Хагг, Майк Виккерс, Том Макгиннесс, Пол Джонс и Майк Д'Або) собрались вместе для того, чтобы продвинуть сборник хитов группы 1960-х годов для телевизионной аудитории. Но им так понравилось снова играть вместе, что они решили продлить эту деятельность на годы. В 1998 году группа выпустила свой дебютный альбом 5-4-3-2-1, названный по имени популярного хита
1960-х годов, а в следующем году за ним последовал концертный альбом.

## Состав
Current members

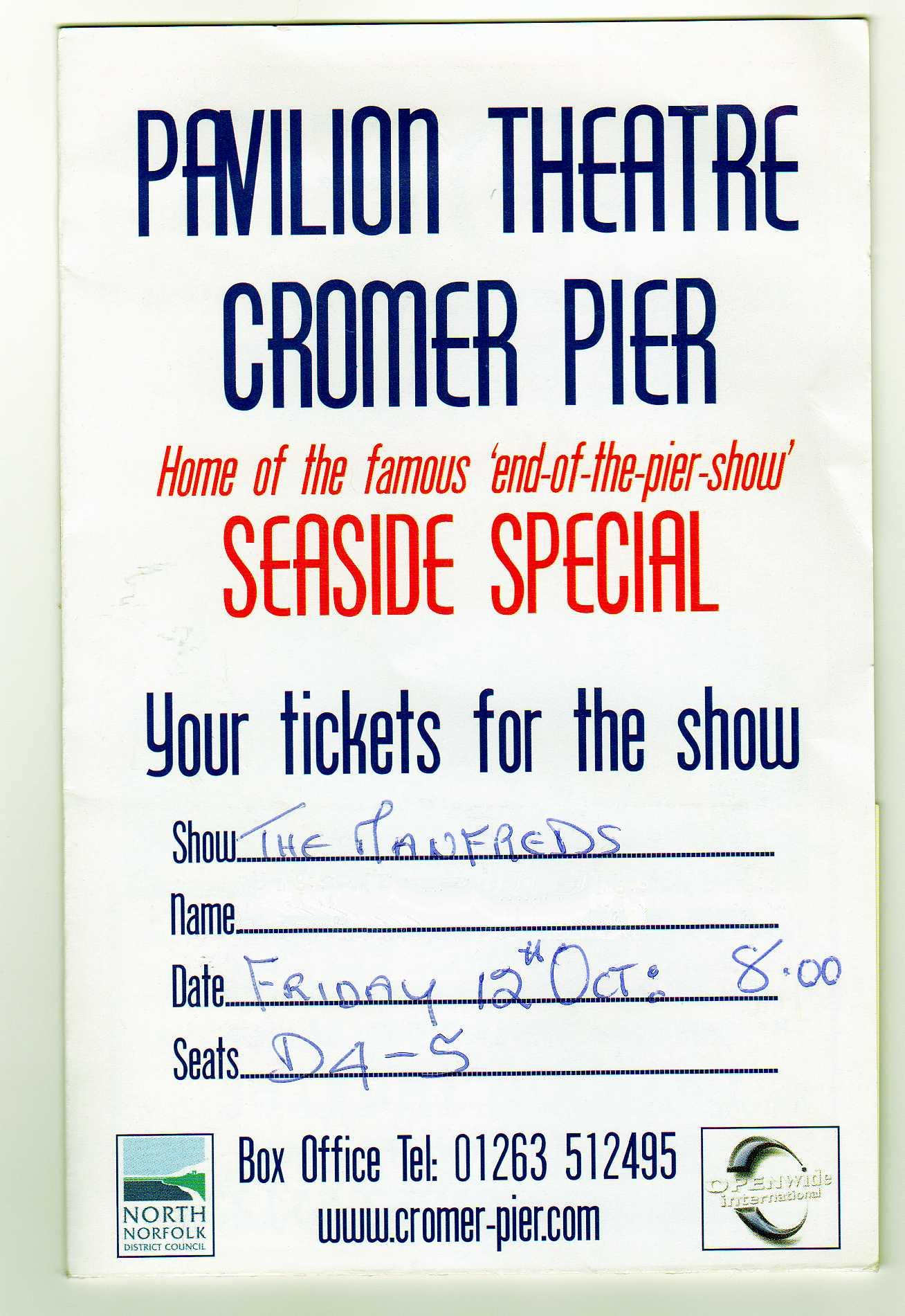
Билет на выступление группы.

- Пол Джонс — вокал, губная гармоника (Nov 1992–present)
- Том Макгиннесс — гитара, бэк-вокал[3] (Nov 1992–present)
- Майк Д'Або — вокал, клавишные (Nov 1992–present)
- Marcus Cliffe – бас-гитара (Oct 2000–present)
- Simon Currie – саксофон, флейта (May 2002–present)
- Mike Gorman - клавишные, вокал (Mar 2022–present)
- Pete Riley - ударные (Sep 2023–present)

Бывшие участники
- Rob Townsend – ударные, перкуссия (Nov 1992–Sep 2023)
- Майкл Хагг — клавишные, перкуссия (Nov 1992–Nov 2021)
- Майк Виккерс —  флейта, саксофон (Nov 1992–Nov 2000)
- Benny Gallagher – бас, бэк-вокал (Nov 1992–Dec 1999)

## Дискография
| Year | Album            | UK albums | US albums | Additional information             |
| ---- | ---------------- | --------- | --------- | ---------------------------------- |
| 1998 | 5-4-3-2-1        | -         | -         | Catalogue No. BMG CD 74321 566632. |
| 1999 | Live             | -         | -         | Catalogue No. MANFREDS CD001.      |
| 2000 | Maximum Manfreds | -         | -         | Catalogue No. MANFREDS CD002.      |
| 2003 | Uncovered        | -         | -         | Catalogue No. MANFREDS CD003.      |
| 2014 | Let ‘em Roll     | -         | -         | Catalogue No. MANFREDs CD004.      |
| 2016 | Makin' Tracks    | -         | -         |                                    |